# 栃木県道・群馬県道・埼玉県道7号佐野行田線
栃木県道・群馬県道・埼玉県道7号佐野行田線（とちぎけんどう・ぐんまけんどう・さいたまけんどう7ごう さのぎょうだせん）は、栃木県佐野市から埼玉県行田市を結ぶ県道（主要地方道）である。

## 概要
栃木県佐野市から南下して群馬県館林市、埼玉県羽生市を経由し行田市に至る道路。途中、館林市緑町交差点から新宿二丁目交差点までは国道354号と重複しており、明和町大佐貫南交差点から羽生市昭和橋交差点までは国道122号と重複している。
かつては佐野市の本町交差点を起点とし、東武鉄道佐野線の佐野市駅の横を通り、田島町で現道と合流する区間と、館林市の足次北交差点から館林市市街地を通り抜け、新宿２丁目交差点の現道までの区間が指定されていた。
江戸時代は日光脇往還と呼ばれており、沿道には並木が残る。
館林市の住民からは5号道路という通称で呼ばれている。
起点の栃木県佐野市〜群馬県館林市東広内町間は4車線で整備されており、それ以南は2車線となっており、埼玉県内は農村部の田園地帯を通り、歩道のない狭い区間がある。

### 路線データ
- 総延長：不明（栃木県区間：4.393 km[1]、群馬県区間：不明、埼玉県区間：不明）
- 実延長：不明（栃木県区間：4.393 km[1]、群馬県区間：不明、埼玉県区間：7.030 km）
- 起点：栃木県佐野市大橋町（大橋町交差点＝栃木県道67号桐生岩舟線・栃木県道128号佐野太田線・栃木県道270号佐野環状線交点）
- 終点：埼玉県行田市桜町3丁目（長野ロータリー交差点＝埼玉県道128号熊谷羽生線交点）
- 認定：1962年（昭和37年）8月10日
- Googleマップ

## 歴史
- 時期不明　埼玉県内で主要地方道として県道4号佐野行田線として認定される。
- 1993年（平成5年）5月11日 - 建設省から、県道佐野行田線が佐野行田線として主要地方道に指定される[2]。
- 2019年（平成31年）3月26日 - 国道122号と重複していた館林市・諏訪町交差点～明和町・大佐貫南交差点の区間が、本路線の単独区間となる[3]。

## 路線状況

### 重複区間
- 栃木県道270号佐野環状線（佐野市・大橋町交差点 - 赤坂町南交差点）
- 群馬県道57号館林藤岡線（館林市・大手町交差点 - 市役所前交差点）
- 群馬県道2号前橋館林線（館林市・松原一丁目交差点 - 緑町交差点）
- 国道354号（館林市・緑町交差点 - 新宿二丁目交差点）
- 国道122号（明和町大佐貫南交差点・交差点 - 羽生市・昭和橋交差点）
- 群馬県道368号上中森川俣停車場線（明和町・大佐貫交差点 - 川俣交差点）
- 埼玉県道128号熊谷羽生線（羽生市・上新郷交差点 - 行田市・荒木交差点）

### 道路施設
- 渡良瀬大橋（渡良瀬川、群馬県館林市下早川田町）

## 地理

### 通過する自治体
- 栃木県
  - 佐野市
- 群馬県
  - 館林市
  - 邑楽郡明和町
- 埼玉県
  - 羽生市
  - 行田市

### 交差する道路
交差する道路の特記がないものは市道・町道。
| 交差する道路                                                     | 交差する道路                                                     | 交差点名         | 所在地 | 所在地 |
| ---------------------------------------------------------------- | ---------------------------------------------------------------- | ---------------- | ------ | ------ |
| 栃木県道270号佐野環状線 鹿沼・田沼方面                           |                                                                  |                  |        |        |
| 栃木県道67号桐生岩舟線 栃木県道128号佐野太田線（日光例幣使街道） | 栃木県道67号桐生岩舟線 栃木県道128号佐野太田線（日光例幣使街道） | 大橋町           | 栃木県 | 佐野市 |
| 栃木県道270号佐野環状線                                          |                                                                  | 赤坂町南         | 栃木県 | 佐野市 |
| 国道50号（佐野バイパス）                                         | 国道50号（佐野バイパス）                                         | 田島インター     | 栃木県 | 佐野市 |
| 群馬県道373号海老瀬館林線                                        |                                                                  | 広内町           | 群馬県 | 館林市 |
| 群馬県道57号館林藤岡線                                           |                                                                  | 大手町           | 群馬県 | 館林市 |
|                                                                  | 群馬県道57号館林藤岡線                                           | 市役所前         | 群馬県 | 館林市 |
| 群馬県道304号今泉館林線 群馬県道365号板倉籾谷館林線              | 群馬県道2号前橋館林線                                            | 松原一丁目       | 群馬県 | 館林市 |
| 国道354号 群馬県道366号江口館林線                                | -（屈折）                                                        | 緑町             | 群馬県 | 館林市 |
| -（屈折）                                                        | 国道354号                                                        | 新宿二丁目       | 群馬県 | 館林市 |
| -（屈折）                                                        |                                                                  | 諏訪町           | 群馬県 | 館林市 |
| -                                                                | 群馬県道83号熊谷館林線                                           | 青柳             | 群馬県 | 館林市 |
| 群馬県道368号上中森川俣停車場線                                  | 群馬県道361号矢島大泉線                                          | 大佐貫           | 群馬県 | 明和町 |
| 国道122号（館林明和バイパス）                                    | -（屈折）                                                        | 大佐貫南         | 群馬県 | 明和町 |
|                                                                  | 群馬県道368号上中森川俣停車場線                                  | 川俣             | 群馬県 | 明和町 |
| 国道122号                                                        | -（屈折）                                                        | 昭和橋           | 埼玉県 | 羽生市 |
| 埼玉県道59号羽生妻沼線                                           | 埼玉県道59号羽生妻沼線                                           | 愛宕神社前       | 埼玉県 | 羽生市 |
| 埼玉県道364号上新郷埼玉線                                        | -（屈折）                                                        | 上新郷           | 埼玉県 | 羽生市 |
| -（屈折）                                                        | 埼玉県道128号熊谷羽生線                                          | 荒木             | 埼玉県 | 行田市 |
| 埼玉県道197号武州荒木停車場線                                    | -                                                                | （大字荒木地内） | 埼玉県 | 行田市 |
| 埼玉県道306号上中森鴻巣線                                        | 埼玉県道20号足利邑楽行田線 埼玉県道306号上中森鴻巣線             | 小見             | 埼玉県 | 行田市 |
| 国道125号（行田バイパス）                                        | 国道125号（行田バイパス）                                        | 小見（南）       | 埼玉県 | 行田市 |
| 埼玉県道128号熊谷羽生線                                          | 埼玉県道128号熊谷羽生線                                          | 長野ロータリー   | 埼玉県 | 行田市 |

### 通過する鉄道と河川
- 渡良瀬川（渡良瀬大橋）
- 東武佐野線
- 東武伊勢崎線
- 利根川（昭和橋）
- 見沼代用水
- 秩父鉄道

### 沿道の施設等
佐野市
- 佐野警察署大橋町交番
- 佐野市市民会館
- 佐野市郷土博物館
- 東武佐野線田島駅
- 佐野警察署田島駐在所
- 羽田工業団地
- 佐野自動車検査登録事務所

館林市
- 北部工業団地
- 館林市役所
- 館林警察署緑町交番

羽生市
- 愛宕神社
- 道の駅はにゅう

行田市
- 秩父鉄道武州荒木駅
- 行田市荒木公民館
- 行田市立見沼小学校（旧行田市立荒木小学校と旧行田市立須加小学校が統合し、2022年4月に旧行田市立荒木小学校跡に開校[4]）
- 行田公共職業安定所
- 埼玉県行田県土整備事務所
- 埼玉県立進修館高等学校
- 行田市立桜ヶ丘小学校
- 行田市立長野中学校
- 行田労働基準監督署
- 秩父鉄道東行田駅

## ギャラリー

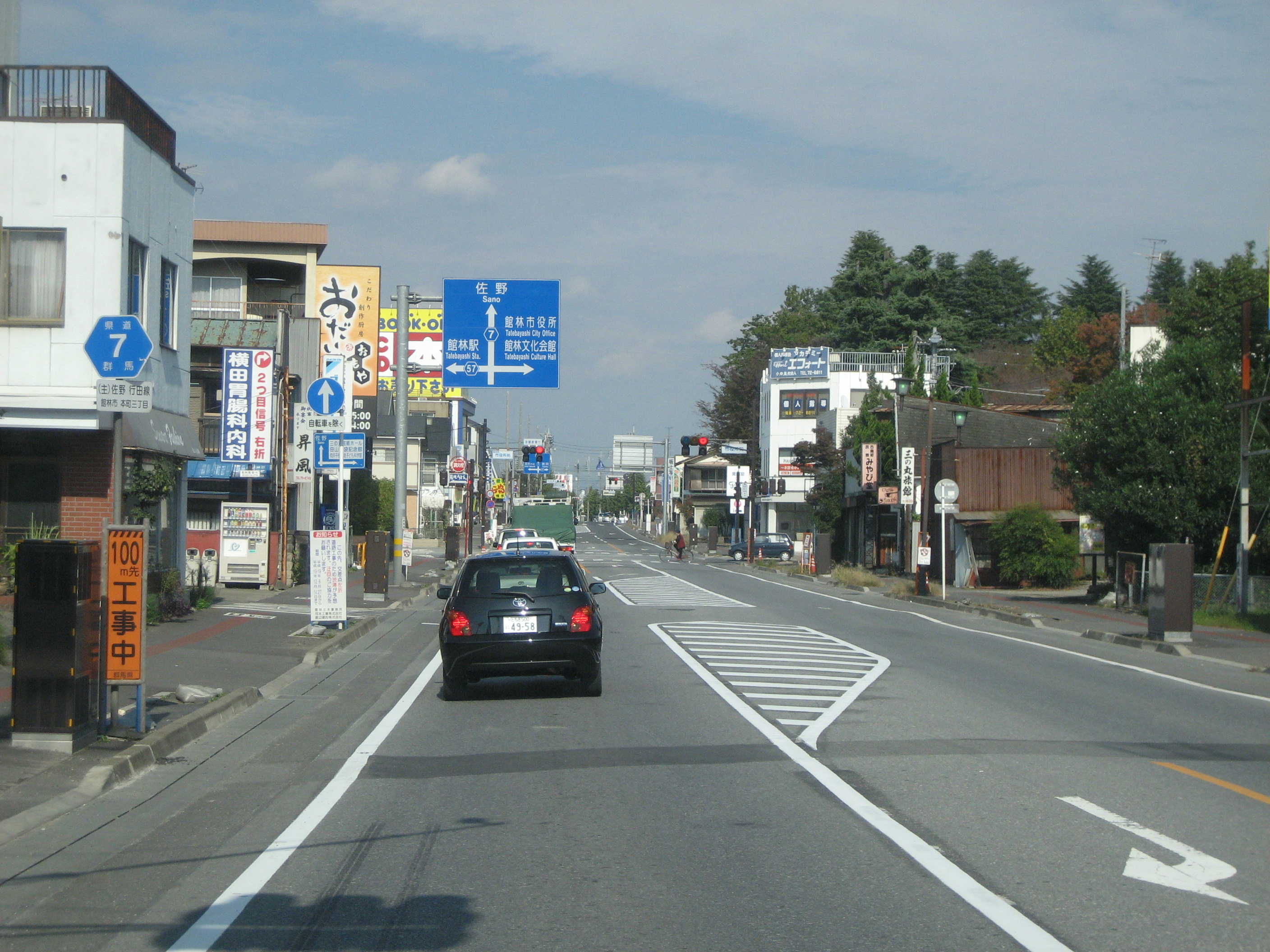
群馬県館林市本町3丁目付近
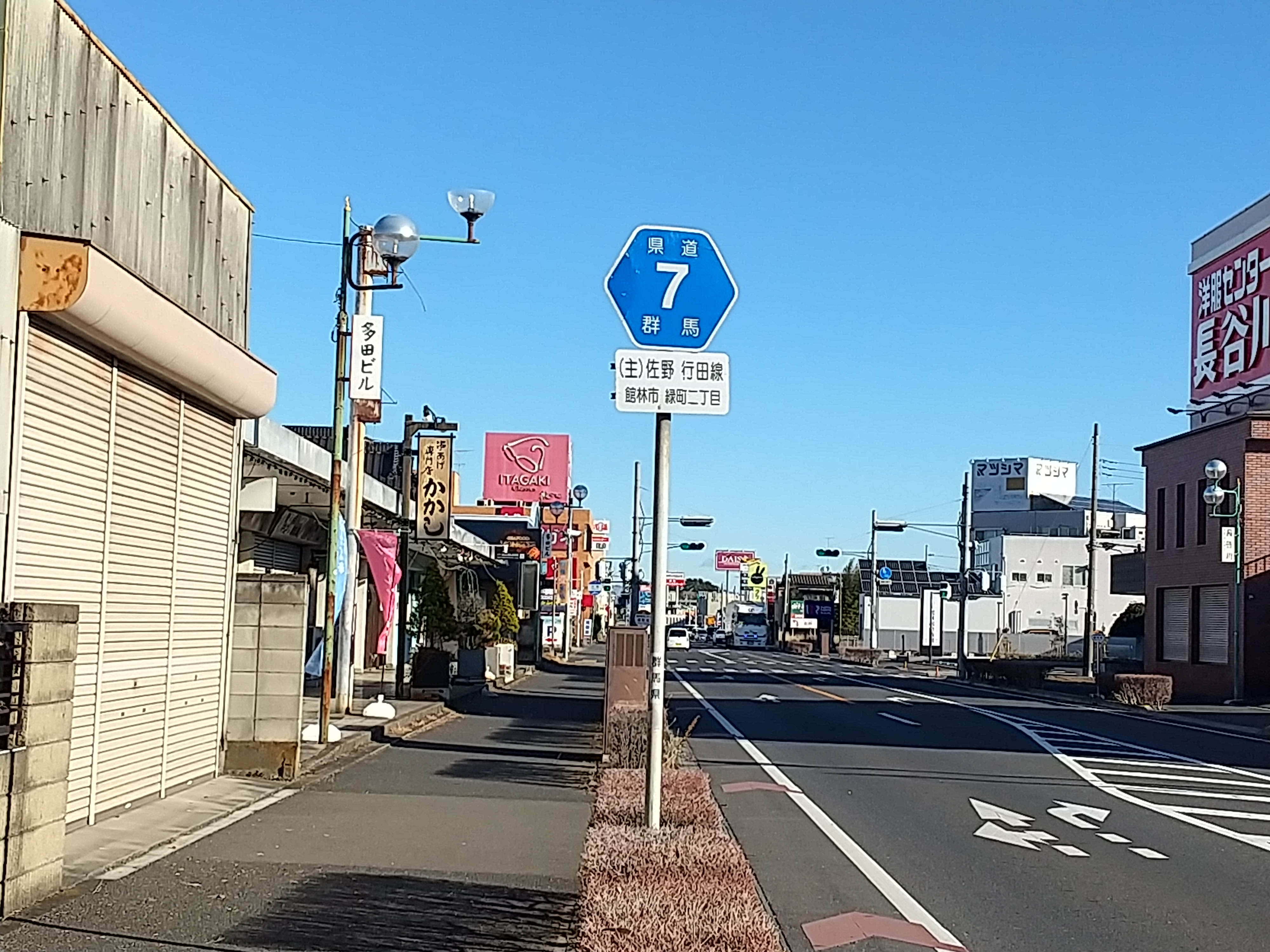
群馬県館林市緑町付近
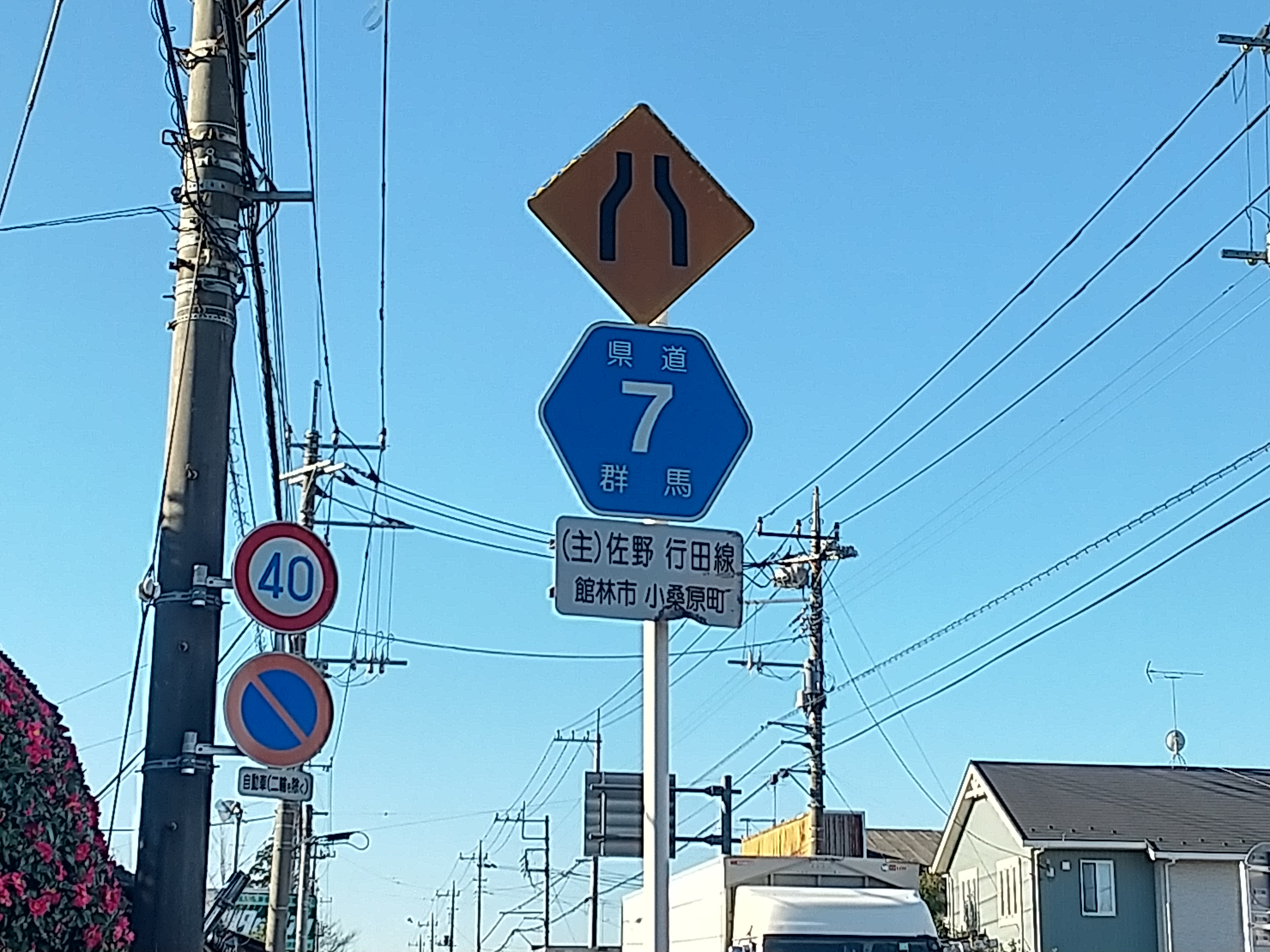
群馬県館林市小桑原町付近
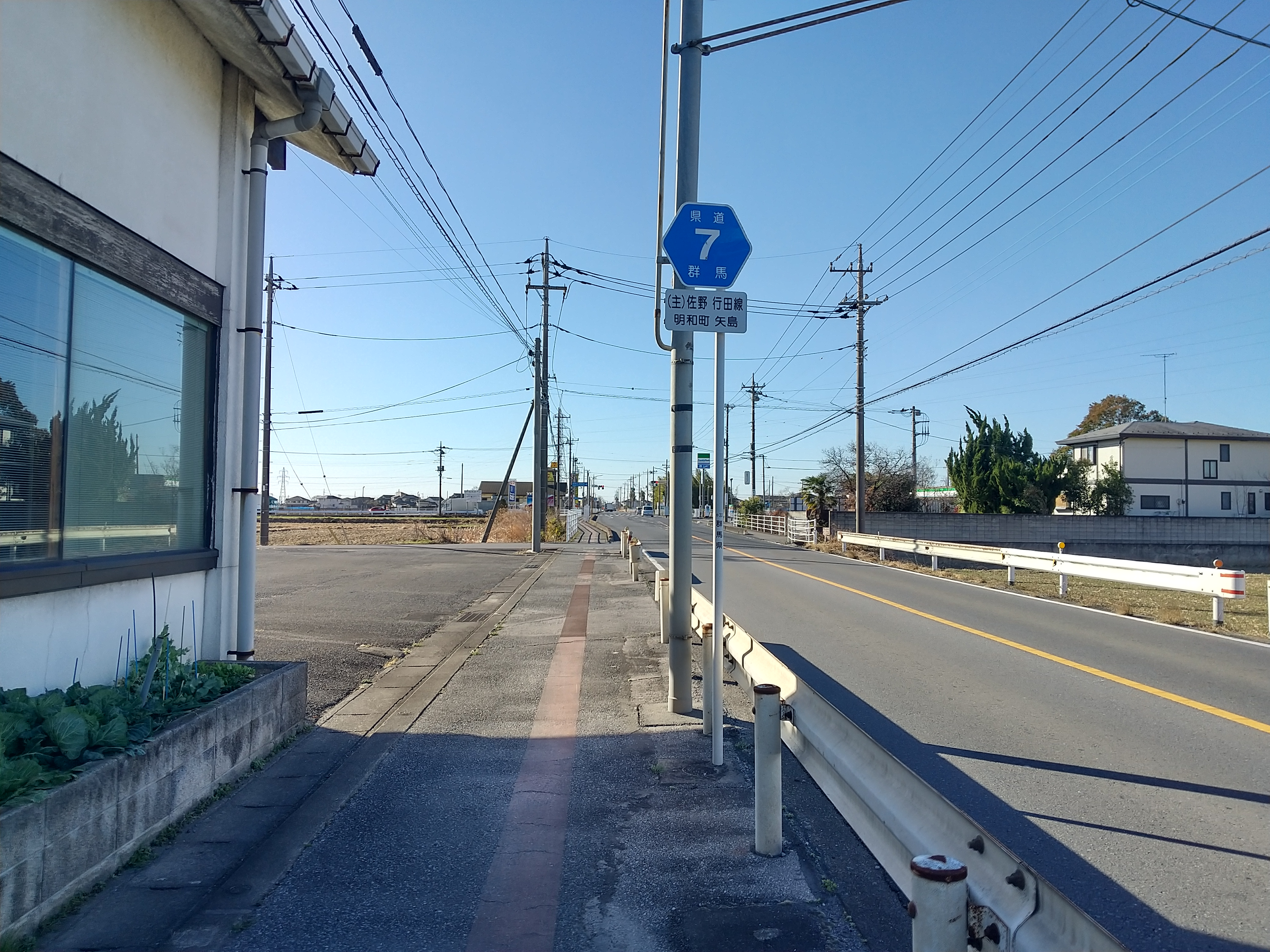
群馬県明和町矢島付近
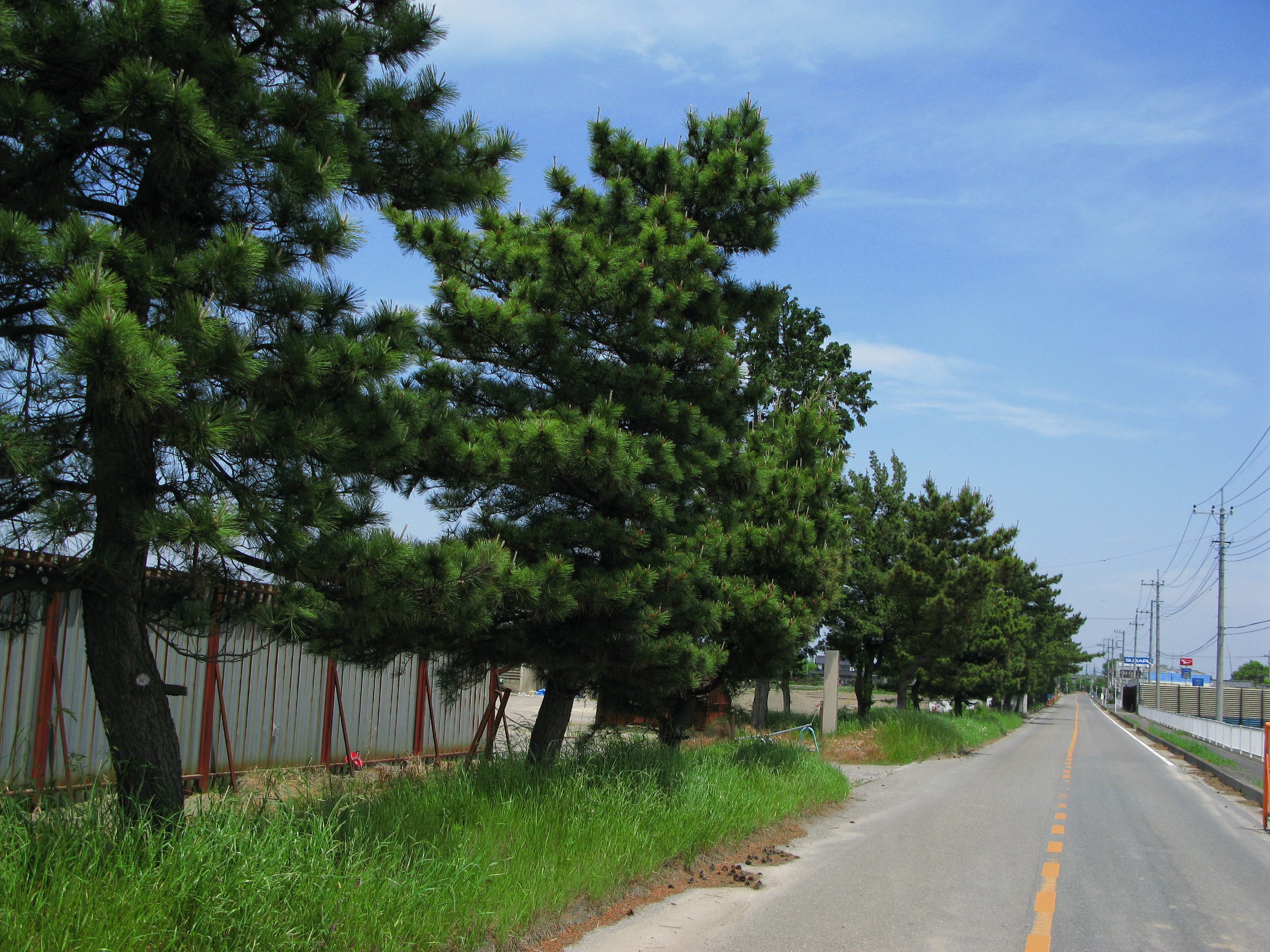
埼玉県羽生市内の勘兵衛松 （埼玉県指定天然記念物）
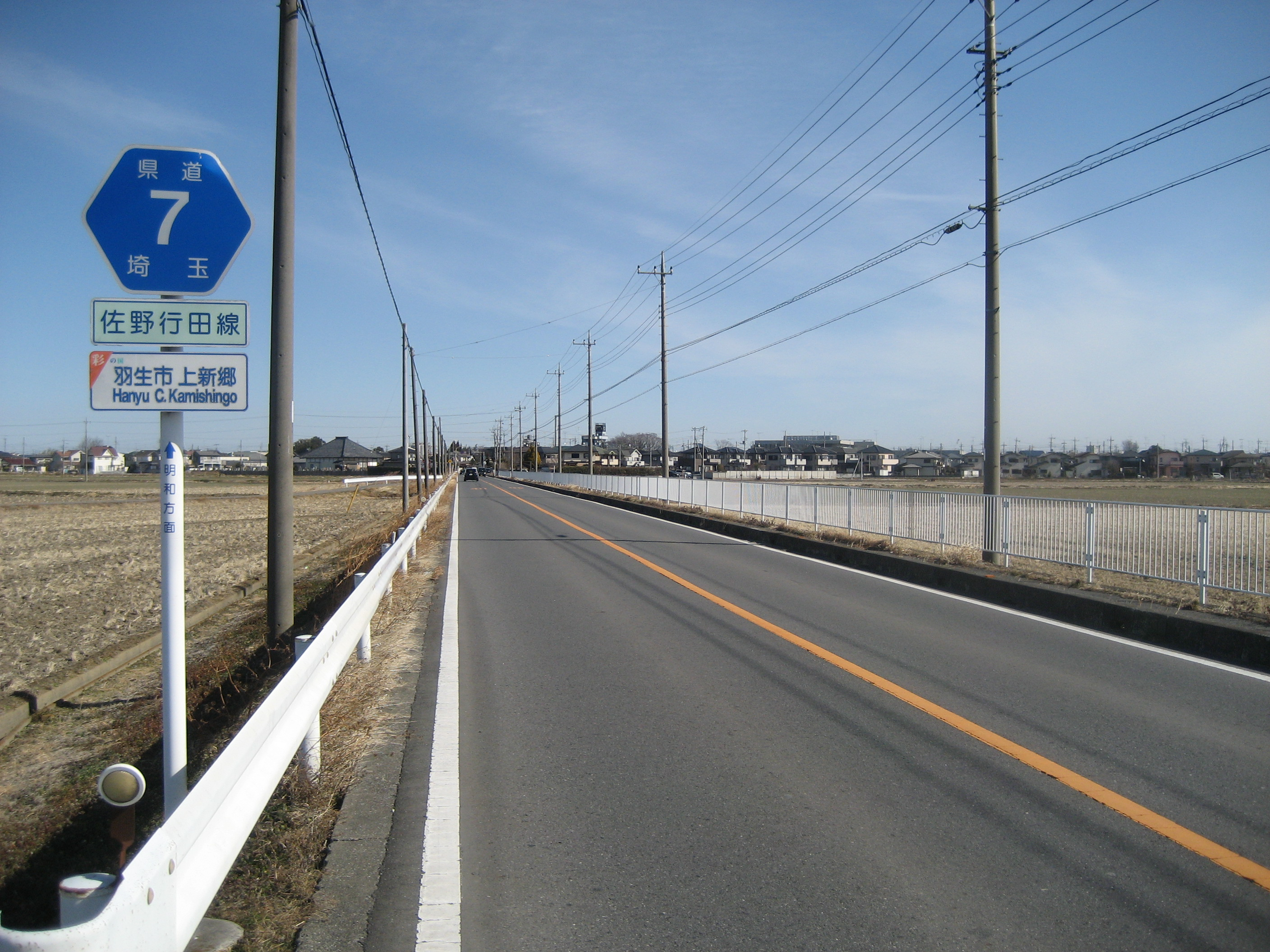
埼玉県羽生市上新郷付近
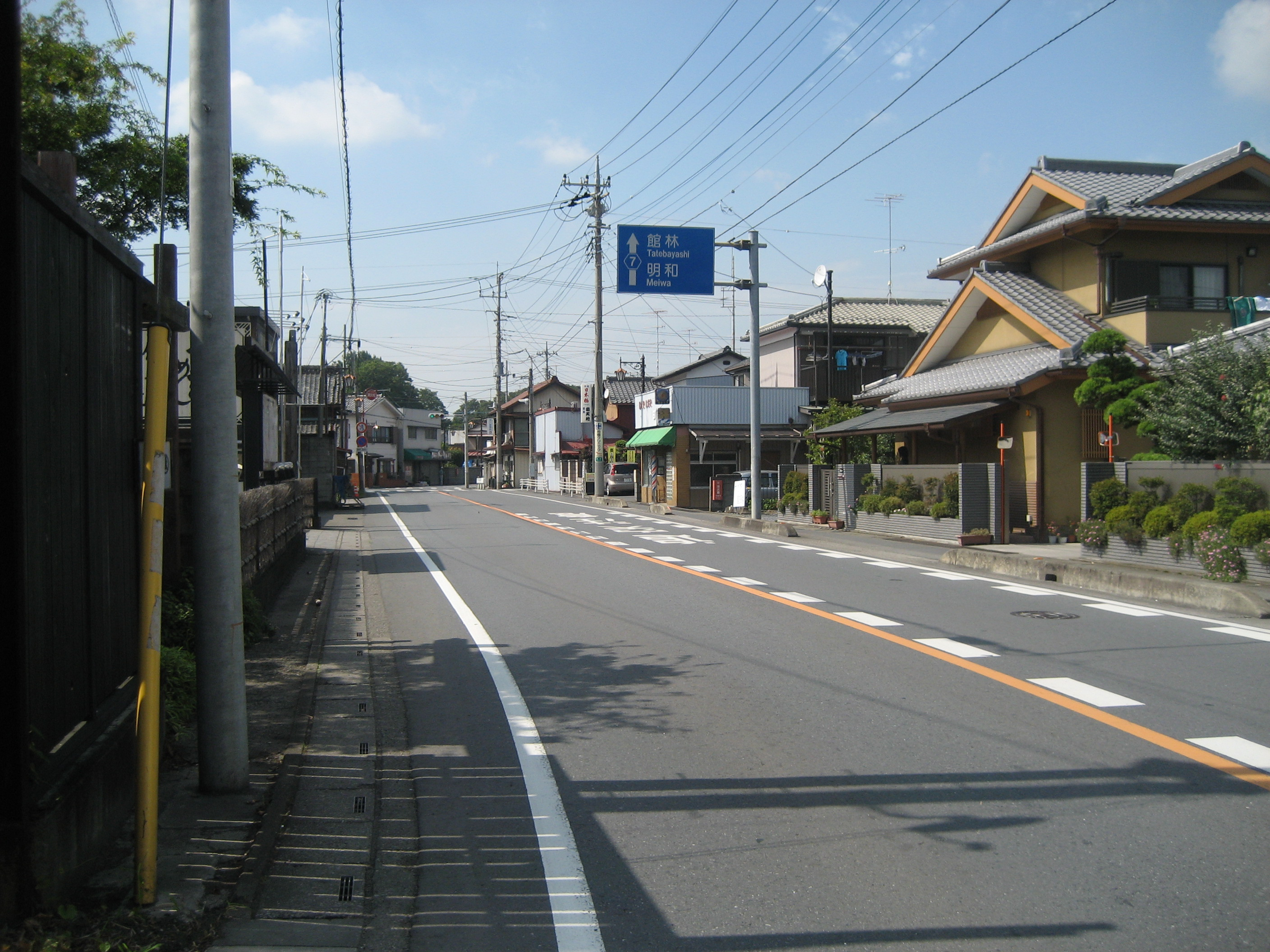
埼玉県行田市桜町2丁目付近
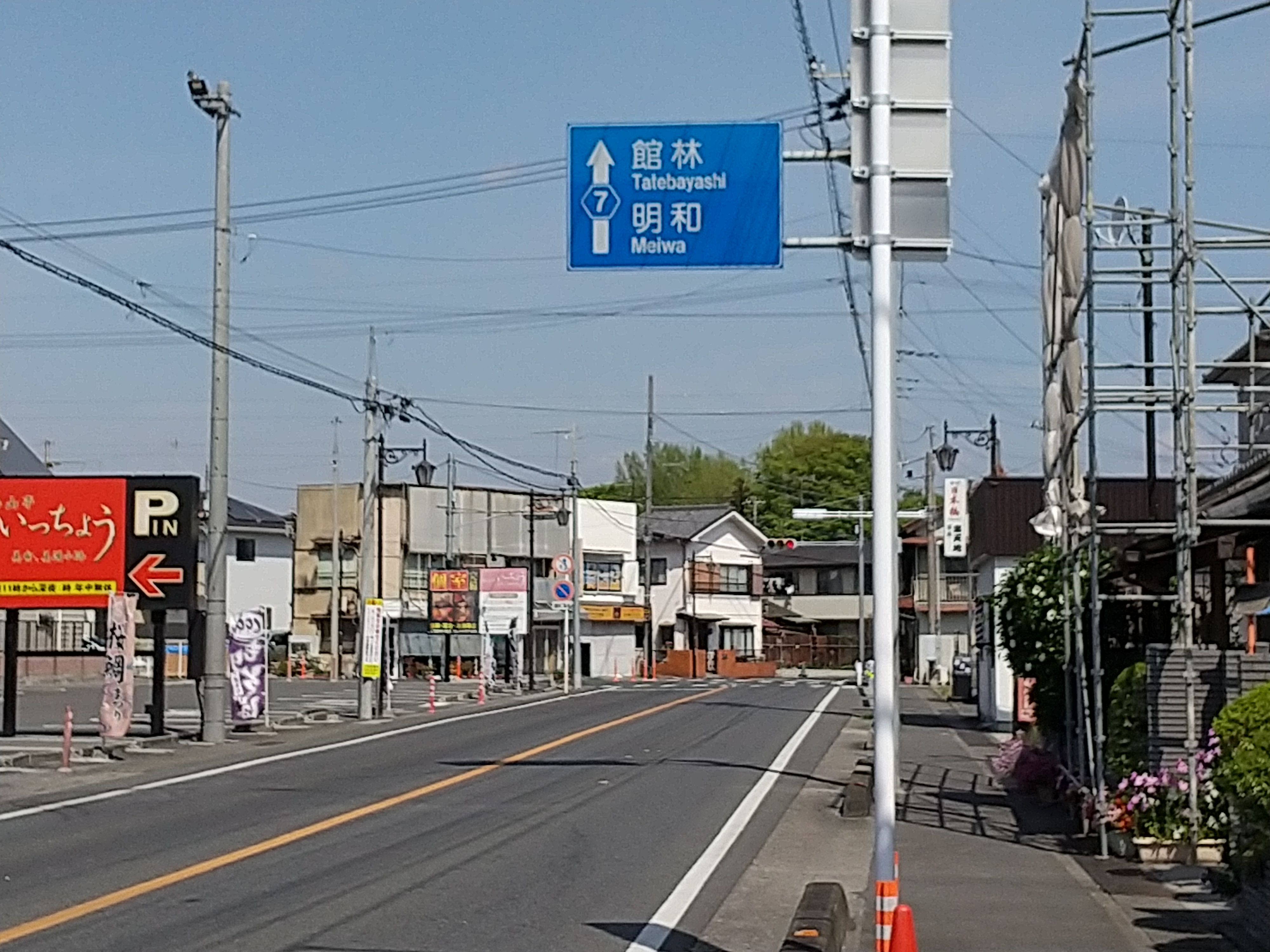
埼玉県行田市富士見町付近